# 多多
多多（1951年—），原名栗世征，现代诗人。多多的作品以抒情诗为主。多多拒绝将自己归类，并自外于各种标签和诗歌潮流，但是因为他和“朦胧诗”、“今天派”关系密切，所以他也常常被视为是朦胧诗的代表人物之一。多多也被公认为是朦胧诗人中诗艺最高的一位，曾被视为今天派的“最后的秘密武器”。
多多于上世纪七十年代初开始写诗，自其创作伊始他的诗歌风格就有别于当时主流的“集体抒情”和“政治抒情”，被认为是更纯粹的抒情诗，但是因为其诗歌晦涩难懂，其人其诗知者甚少。八十年代末，多多旅居欧洲，其诗歌却在中国国内开始经典化，为更多读者所知。2004年，多多回国并受聘为海南大学人文学传播院教授。多多归国在诗坛内引起剧烈反响，此后关于多多的评论大量出现，他本人也在归国后开启了他的新一个创作高峰。2010年，多多获得纽斯塔特国际文学奖，引起国内轰动。

## 生平
多多1951年生于北京，祖籍辽宁。1964年，13岁的多多和后来的诗人芒克、根子（岳重）和书法家卢中南一起考入北京三中，三人为同班同学。
因为毛泽东诗词的风靡，多多于1968年开始创作古诗词，一共写了三十七首。但之后多多意识到古人诗歌成就太高，于是放弃古诗创作。1969年，知青下乡。一月，多多和芒克一起“同乘⼀辆马车来到白洋淀”插队。在白洋淀期间，多多结识周舵，后者回忆其当时“眉清目秀，举止大方，谈吐得体，成熟得与他的年龄绝不相称”。多多的好友当时常以他的小名“毛头”称呼他，而“毛头”也成为他日后的笔名之一。期间，多多读了很多“禁书”（灰皮书、黄皮书），接触到许多西方诗歌作品， 比如“拜伦，雪莱，普希金”，但是多多当时偏爱的还是社科和哲学类书籍，尤其是尼采、叔本华、黑格尔、马克思和列宁等。下乡白洋淀大大丰富了他的农村生活经验，这也使得其之后的诗作充斥着各种田野意象。
1970年，因为同为男高音，多多被介绍给北岛，两人由此相识。同年，多多还与江河结识，二人同宫继随成立个一个游戏小圈子，三人常常彻夜畅谈。
1971年，多多读到好友芒克和根子创作的诗歌，刷新了其对于诗歌的观念。
1972年6月19日，多多送一位朋友去北京站后回家路上得句：“窗户像眼睛一样张开了”，之后便开始尝试写作。同年，多多又在《世界文学》上读到陈敬容翻译的九首波德莱尔的诗歌，大为触动，正式开始写作，并于年底拿出第一册诗集。多多开始写诗后，常常和芒克、根子交换诗作互相攀比，声称“一山容不得二虎”。
1974年，多多推出他的第三本诗集。
与当时时代的诗歌潮流类似，洪子诚研究了多多白洋淀时期尚存的四十首诗，认为这些诗作具有当时鲜明的社会政治主题；多多也称他的写作是“受到诸种影响以后开始的”。不过，这不意味着多多的诗风被局限于某一种潮流之中——洪子诚认为，七十年代多多开始写作后，就自外于“文革”后的各种诗歌潮流，拒绝卷入各种主义、流派和标签中去。多多自认他“不按照任何主义进行写作”，也“根本不知道什么主义主导我早期的写作”。对于有些人将他称之为“政治诗人”，多多反驳道：“也有人说我是个政治诗人，我不承认这一点，因为它已经完全被美学化了，完全不是政治抨击，否则的话它就根本留不下来”。
1980年起，多多开始担任《农民日报》记者，之后又在《中国农民报》编副刊。
1983年，江河将多多的诗附信寄给唐晓渡，希望唐晓渡能够帮其登上《诗刊》，但最终仍被退稿。之后，唐晓渡和江河拿着退稿一同去多多在北京西单附近的住处见多多，多多由此同唐晓渡结识。唐晓渡回忆起初见多多“平静”、“安之若素”的神情，以及其中透露出的骄傲，令他尊敬。
1987年冬，王家新结识多多。王家新回忆，他当时搬家到西单白庙胡同，而多多住在新街口柳巷胡同，多多去木樨地看望母亲回家后常常骑车去王家新家聊天。
1988年七月，唐晓渡、杨炼和芒克成立了幸存者俱乐部，旨在诗人群体中建立一种更直接、更日常化的交流方式。多多受邀参加俱乐部，同时受邀的还有江河、王家新、海子、西川、骆一禾、刑天等人。多多之后同杨炼、唐晓渡、雪迪成为俱乐部“代表会”成员。
1988年，北岛回国。北岛回国后先是创立了“今天诗歌奖”，之后又召开了多多诗歌研讨会。而第一届今天诗歌奖之后也授予了多多，颁奖词也由北岛亲自提笔。
1989年，多多移居国外。出国后，多多先前往英国，并在伦敦大学任教，之后又定居荷兰。多多出国三年后，王家新再次在伦敦见到多多，发现多多的头发几乎全白了。
1997年春，因为父亲病重，多多回国照顾父亲。

## 轶事
芒克回忆说，多多开始写现代诗可能是因为多多发现他当时的女友爱恋诗人根子，于是多多自己也开始写诗并剃了个光头。但是芒克多年后多方求证，当事双方都觉得多多“尽瞎说”。
多多旅居荷兰时，根子去看望他，发现多多“驼着背 ，背着⼿，满头⽩发地⾛在唐⼈街上，真是活脱脱⼀个流落异国的⽼⼤爷”。
周舵称，当他和多多成为“最好的朋友”后，多多每次带着他见其他朋友时，都向大家介绍周舵是“仅次于上帝的人”。多多的热情洋溢和真心赞美一直让周舵深深感动，但之后却因为各种问题两人间生嫌隙。有一次多多醉酒后在周舵家里耍酒疯，周舵当众将多多撵了出去，二人从此再无来往。
王家新称多多“脾气很怪”——有一次多多和一个老朋友其了争执，多多直接在朋友家的阳台上掂起一辆自行车扔了下去；不过王家新同时也说，虽然一些人受不了多多的脾气，但是自己却跟多多合得来：“对他的这种脾性，我却能理解”。
据唐晓渡回忆，1989年大年初二，一众朋友聚会唯有多多却迟迟不到。众人等了多多将近一小时后他才提着一瓶二锅头姗姗来迟。多多来了后既不道歉，也不在意众人的埋怨，坐下就说：“诸位，你们对目前世界的形势有什么看法？”

## 作品
- 《在风城》（1975年）
- 《白马集》（1984年）
- 《路》（1986年）
- 《里程：多多诗选1973—1988》
- 《微雕世界》（1998年）
- 《阿姆斯特丹的河流》（2000年）
- 《多多诗选》（2005年）
- 《多多四十年诗选》（2013年）
- 《诺言：多多集(1972-2012)》（2013年）
- 《拆词》（2022年）